# Чайка Яків Ілліч
Я́ків Іллі́ч (І́лькович) Ча́йка (10 квітня 1918, с. Бродки — 25 березня 1995, м. Львів) — український кераміст та скульптор, Народний художник УРСР. Чоловік Володимири Чайки.

## Життєпис
Народився в селі Бродки (нині — Миколаївський р-н, Львівської обл.) у бідній селянській родині. Вдома отримав перші уроки народної творчості (батько і старший брат різьбили по дереву, сестри — вишивали).
Початкову школа відбув у рідному селі, неповну середню — у сусідньому Миколаєві, а потім навчання та праця юнака у Львові в умовах матеріальної скрути, часто надголодь.
Хлопець вчиться малюнка у видатного живописця Олекси Новаківського, заробляє на прожиття та опановує таємниці художньої кераміки з майстерні «ОКО» скульптора Сергія Литвиненка. У великій нагоді Чайці стала стипендія, яку йому призначив Андрей Шептицький і якою він міг оплатити своє навчання. Набуті знання дозволили юнакові у 1935 році вступити на відділення скульптури Державної промислової школи та закінчити її у 1939 році, (на момент закінчення — Інститут пластичних мистецтв). А далі служба в армії, війна, участь у бойових діях в складі однієї з авіачастин.
По війні Яків Чайка повернувся до Львова, викладав у навчальному закладі, який напередодні другої світової війни закінчив сам, вів практичні заняття з художньої кераміки і водночас залучився до активної творчої праці.
Разом з митцями старшого покоління брав участь в організації Львівського відділення Спілки художників України, а згодом упродовж багатьох років очолював його.
Помер у Львові, похований на Личаківському цвинтарі, поле № 73.

## Доробок

Пам'ятник-погруддя у Криворівні

Автор пам'ятників у низці населених пунктів Західної України. Портретні погруддя Миколи Гоголя, Івана Айвазовського, Антіна Манастирського, Тараса Шевченка, Лесі Українки, Василя Стефаника та інших; співавтор пам'ятників Іванові Франкові у Львові і в Дрогобичі та інші.
За досягнення у розвитку образотворчого мистецтва йому присвоюють почесне звання заслуженого діяча мистецтв УРСР, у 1968 — звання народного художника УРСР. Почесна грамота Президії Верховної Ради Української РСР (6.11.1964).
Персональні виставки у 1956 та 1969 роках у Львові.
Монументальні роботи
- Пам'ятник Іванові Франку у Бродах (1956).[2]
- Відновлення погруддя Тараса Шевченка в селі Шили Збаразького району (1958; встановлені 1914, 1926, знищені 1920, 1930).
- Перший пам'ятник Тарасові Шевченку у Львові на подвір'ї середньої школи № 63 (1960, співавтор Еммануїл Мисько).[3]
- Відновлення погруддя Тараса Шевченка в селі Лозівка Підволочиського району (липень 1960, співавтор Еммануїл Мисько).
- Пам'ятник Богдану Хмельницькому в селі Скорики Підволочиського району (1963).
- Пам'ятник Тарасові Шевченку в селі Доброводи Збаразького району (1964).
- Пам'ятник Іванові Франку у Львові. 1964 рік. Співавтори Дмитро Крвавич, Еммануїл Мисько, Василь Одрехівський, Валентин Борисенко, архітектор Андрій Шуляр.[4]
- Пам'ятник Іванові Франку в Дрогобичі. 1966 рік, співавтори Василь Одрехівський, Еммануїл Мисько, архітектори Ярослав Новаківський і Анатолій Консулов.[5]
- Пам'ятник полеглим у німецько-радянській війні воїнам-односельцям у селі Пальчинці Підволочиського району (1966).
- Пам'ятник на честь 50-річчя Жовтня в місті Сколе (1967, скульптор Андрій Шуляр).[6]
- Пам'ятник Ярославові Галану в селі Вузлове (1967, архітектор Володимир Блюсюк)[7], у Дрогобичі (1974).[5]
- Пам'ятник загиблим односельцям у Перв'ятичах (1967).[8]
- Пам'ятник загиблим комсомольцям в селі Трудовач (1967).[9]
- Пам'ятник «Слава праці» в селі Балучин (1967, архітектор Андрій Шуляр).[10]
- Пам'ятник Карлу Марксу в Шостці (1968, архітектор А. Коломієць).[11]
- Пам'ятник радянським воїнам, які загинули у 1944 році за свободу і незалежність нашої Батьківщини у Бродах (1969)[12].
- Пам'ятник Іванові Франку в селі Боложинів (1969).[10]
- Пам'ятник радянським воїнам «Ніхто не забутий, ніщо не забуто» у сквері при вул. Франка у Бродах (1969). Демонтований у 2023 році.
- Василю Пересаді при перетині вулиць Медової Печери та Пасічної у Львові (1971, архітектор Володимир Блюсюк)[13].
- Пам'ятник комсомольцям у місті Сколе (1974).[6]
- Пам'ятник Ю. Мельничуку у Львові (1973, співавторство — архітектор Василь Каменщик)[14];
- Пам'ятник Леніну у Трускавці (1974, бронза, архітектори Р. Домінко, М. Марфіян.[15], є також версія про 1977 рік[16]).
- Пам'ятник радянській армії на західній околиці міста Сколе (1985, архітектор А. Величко).[17]
- «Дніпро та Дністер» — алегорична композиція в Івано-Франківську (1988, співавтори Ярослав Троцько, Володимир Федорченко).[18]
- Пам'ятник Шевченкові в місті Кременець (1995).
- Пам'ятний знак у селі Трудовач (архітектор Володимир Блюсюк).[19]
- Декоративна скульптура «Дівчина з ланню» біля санаторію «Південний» у Трускавці (кована мідь).[20]
- Пам'ятник Тарасові Шевченку у Бродках.

Станкові роботи
- «Ярослав Галан» (1952, штучний граніт, 158×90×87, Музей українського мистецтва в Києві).[21]
- «За мирне будівництво» (1963, кована мідь, 140×80×86).[9]
- «Тарас Шевченко» (1964, штучний граніт, 86×90×52).[22]
- «Фелікс Дзержинський» (1967, штучний граніт, 135×97×65).[9]
- «Письменник-публіцист Ю. Мельничук» (1966, штучний камінь, 90×77,5×49,5, Національний музей у Львові).[23]
- «Карл Маркс», погруддя (1968, кована мідь, 86×69×42).[9]
- «Ленін» (1969, штучний граніт, 94×66×52).[9]
- «Ленін» (1970, штучний граніт, 140×40×40).[9]
- «Леся Українка» (1971, штучний мармур, 112×110×65, Музей Лесі Українки в Києві).[23]
- «В. І. Ленін» (1975, кована мідь, 142×138×115).[24]
- Портрет Героя Соціалістичної Праці Н. І. Міляна (1976, штучний граніт, 44×83×57, власність Спілки художників[23]; за іншими даними — 1975 рік[24]).
- В. І. Ленін — трибун революції (1977, тонований гіпс, 140×162×110).[25]
- Портрет передовика виробництва ЛАЗ М. С. Красневич (1977, тонований гіпс, 14×89×63).[25]
- «Фелікс Дзержинський» (1977, тонований гіпс[25], а також штучний граніт[23], 140×100×70).
- В. І. Ленін (1977, тонований гіпс, 145×150×100).[25]
- «Карл Маркс» (1979, штучний мармур, 84×55×50).[26]
- «В. І. Ленін» (1979, тонований гіпс, 120×54×30).[26]
- «Материнство» (1979, тонований гіпс, 87×52×49).[26]
- «Будівельник» (1982, тонований гіпс, 170×80×85).[27]
- «Господар полонини» (1982, тонований гіпс, 85×100×70).[27]
- «Визволитель» (1985, тонований гіпс, 129×60×80).[28]
- «Ріпники» (1984, тонований гіпс, 85×53×75).[29]
- «Воїн-переможець» (1985, штучний камінь, 127×270×115).[28]
- «І. Франко» (1986, тонований гіпс, 90×105×50).[29]
- «І. Франко» (1986, тонований гіпс, 125×125×75).[29]
- «Т. Г. Шевченко» (1989, тонований гіпс, 81×12×92).[30]
- Композиція «Прометей».